# Edema periférico

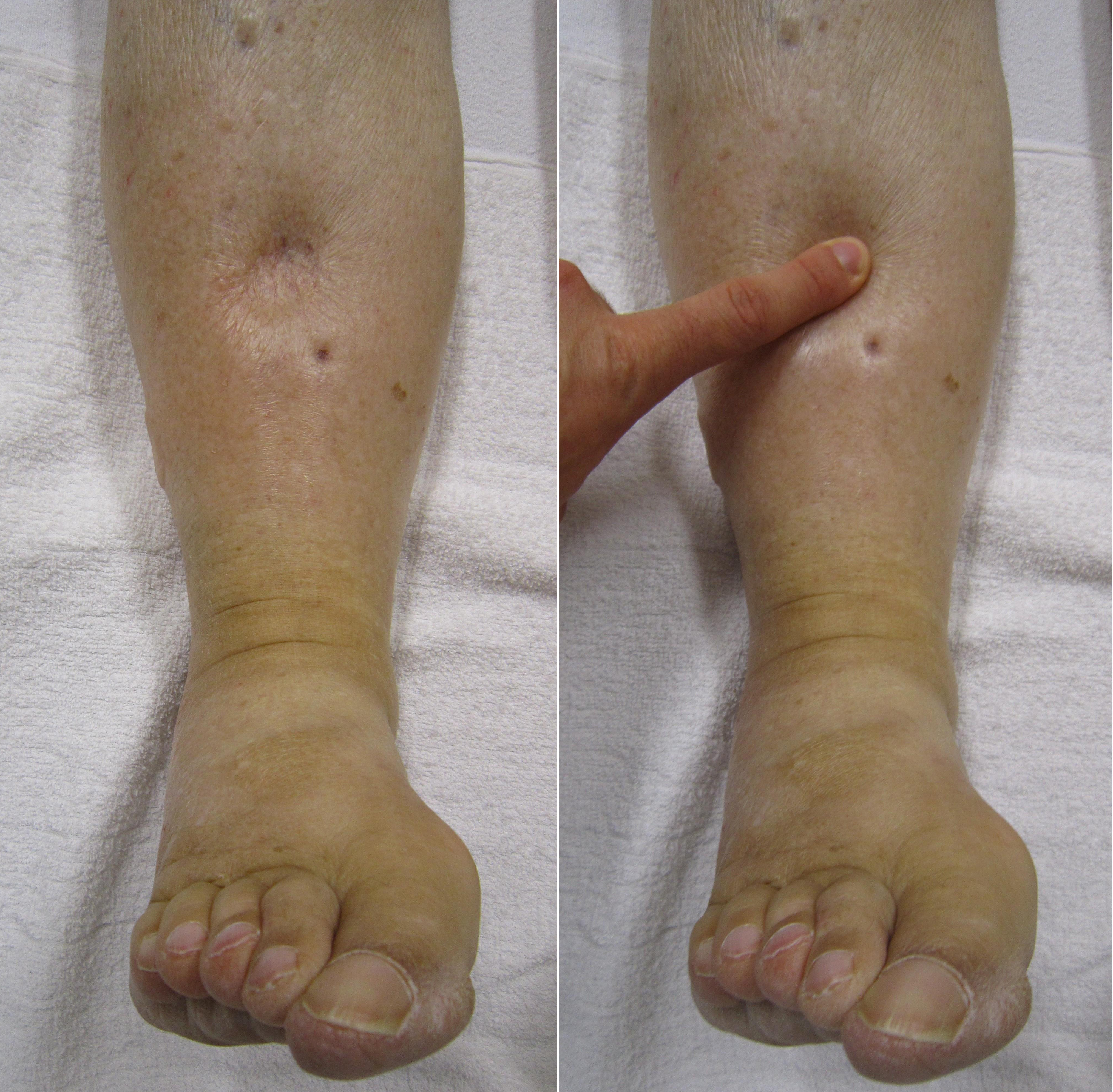
Edema dos membros inferiores

Edema periférico é o edema (acumulação de líquido que provoca inchaço) em tecidos irrigados pelo sistema vascular periférico, geralmente nos membros inferiores. Esta condição está geralmente associada ao avançar da idade, mas pode ser causada por uma série de outras condições, como insuficiência cardíaca congestiva, trauma físico, alcoolismo, doença da altitude, gravidez, hipertensão arterial, anemia falciforme, sistema linfático comprometido ou simplesmente por permanecer sentado ou de pé durante longos períodos de tempo sem ter se movimentado. Alguns medicamentos como a amlodipina ou a pregabalina podem também causar ou agravar a condição.